# Мелконян Альвес, Габриэль
Габриэль Мелконян Альвес (исп. José Gabriel Melconian Alvez; род. 7 июля 1987, Монтевидео, Уругвай) — уругвайский пловец. Специализируется в плавании на дистанциях 50 и 100 метров.
Имеет армянские корни.
Дебютировал в составе сборной страны на чемпионате мира 2007 году в заплывах вольным стилем на 50 метров и на 50 метров баттерфляем.
На Панамериканских играх 2011 году он достиг Олимпийского времени. В следующем году он участвовал в Олимпийских играх в Лондоне на 100 метров и пришёл 35-м.
Его тренер — Хавьер Головченко.